# 简保生命保险
简保生命保险（日语：／ Kampo Seimei Hoken */?）是日本邮政集团旗下負責人壽保險業務的公司，同時是日本郵政民營化後的三大郵政事業公司之一。商號中的（Kampo）是“简易保险”（日语罗马字：Kan'i Hoken）的简称。

## 历史
- 2006年，日本實施邮政民营化，简保生命保险筹备处成立。
- 2007年10月1日，简保生命保险正式成立。
- 2011年，该公司被评为“世界第四大保险公司”。[2]
- 2015年，该公司在东京证券交易所上市。
- 2019年12月，简保生命保险員工因業績壓力而有欺騙保戶等不正當銷售保單行為，經清查達1.2萬餘件問題保單。為此，简保生命保险、日本郵便以及母公司日本郵政三家公司的社長（總經理）一同請辭負責[3]。金融廳也於同月27日做出行政處分，下令简保生命保险及日本郵便從2020年1月1日至3月31日停止銷售新保單三個月[4][5]。